# Challenge Almere-Amsterdam
Challenge Almere-Amsterdam ist seit 2013 der Name einer Triathlon-Veranstaltung über die Langdistanz (3,86 km Schwimmen, 180,2 km Radfahren und 42,195 km Laufen) in der niederländischen Stadt Almere. Von 1983 bis 2012 wurde die Veranstaltung unter dem Namen Almere-Triathlon ausgetragen. Sie ist seit 2013 jährlich im September Teil der Challenge Family Weltserie.

## Geschichte

### Almere-Triathlon (1983–2012)
→ Siehe hierzu Almere-Triathlon.
Erstmals wurde in Almere im Jahr 1983 ein Triathlon über die Langdistanz ausgetragen, damit ist der Almere-Triathlon nach dem Ironman Hawaii die älteste Veranstaltung dieser Art.
In den Jahren 1985, 1991, 1999 und 2006 war der Wettbewerb gleichzeitig Austragungsort der Europameisterschaften der Europäischen Triathlon Union (ETU).
2008 fanden im Rahmen des Almere-Triathlon die Weltmeisterschaften über die Langdistanz der Internationalen Triathlon Union (ITU) statt.

### Challenge Almere-Amsterdam (seit 2013)
Seit 2013 wird der Triathlon als Challenge Almere-Amsterdam als Teil der Challenge Family-Serie ausgetragen. Bei der Premiere siegten die Deutsche Susan Blatt sowie der Belgier Bart Colpaert.

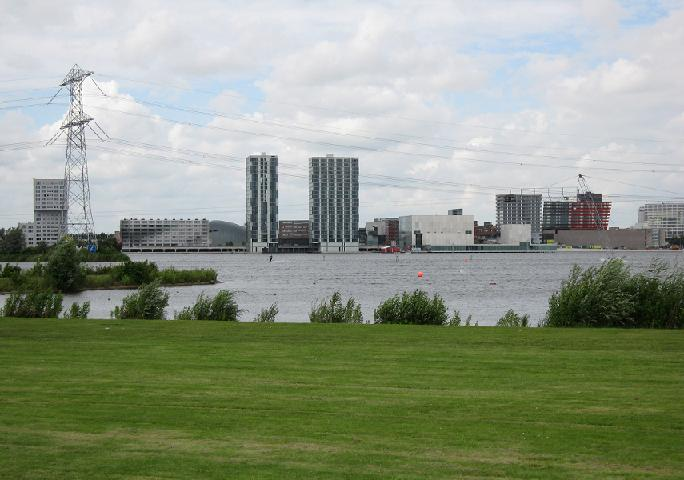
Blick auf den Austragungsort Almere

Im Rahmen der Challenge 2014 wurden zum fünften Mal bei einer Veranstaltung in Almere und zum dritten Mal bei einem Challenge-Wettbewerb die ETU-Europameisterschaften über die Langdistanz ausgetragen.
Es siegten die Niederländerin Heleen bij de Vaate und der Deutsche Markus Fachbach.
Am 9. September 2017 wurden hier erneut nach 2014 wieder die ETU-Europameisterschaft auf der Langdistanz ausgetragen.
2021 wurde die Streckenrekorde bei den Frauen durch die Niederländerin Sarissa De Vries (8:32:04 h) und bei den Männern durch den Dänen Kristian Hogenhaug (7:37:46 h) verbessert.
2023 stellte der 27-jährige Niederländer Menno Koolhaas mit 7:36:36 Stunden einen neuen Streckenrekord auf.

## Streckenverlauf
- Die Schwimmstrecke über 3,86 km geht über zwei Runden im Weerwater, einem See innerhalb der Stadt Almere. Der Start befindet sich an der Esplanade nahe dem Stadtzentrum.

- Die Radstrecke über 180 km führt auf einem Rundkurs in zwei Runden um Teile des Polders Südliches Flevoland. Von Almere aus fahren die Teilnehmer zunächst nach Süden zum Gooimeer, von dort werden sie dann unmittelbar am Wasser im Uhrzeigersinn entlang des IJmeer und des Markermeer nach Norden bis zum Stadtrand von Lelystad geführt. Von dort verläuft der Kurs nach Süden in Richtung des Ortes Zeewolde, biegt dann im Horsterwold nach Westen ab und führt entlang des Gooimeer zurück nach Almere. Die Strecke ist durch die Lage auf dem Polder weitestgehend flach, zugleich ist sie jedoch sehr windanfällig, da der Großteil der Raddisziplin direkt am Wasser entlangführt.

- Die Laufstrecke über die Marathondistanz besteht aus einem Rundkurs um den innerstädtischen See Weerwater, der insgesamt sechsmal zu absolvieren ist. Ausgehend von der Wechselzone an der Esplanade führt die Strecke gegen den Uhrzeigersinn um den See, das Ziel befindet sich am Ende der sechsten Runde im Zentrum von Almere.

Eine Besonderheit der Strecke ist, dass sie 4,5 m unter dem Meeresspiegel liegt.

## Ergebnisse
| Datum/Jahr    | Männer              | Männer             | Männer              | Frauen                 | Frauen              | Frauen                       |
| Datum/Jahr    | Erster Platz        | Zweiter Platz      | Dritter Platz       | Erster Platz           | Zweiter Platz       | Dritter Platz                |
| ------------- | ------------------- | ------------------ | ------------------- | ---------------------- | ------------------- | ---------------------------- |
| 15. Sep. 2024 | Jesper Svensson     | Joshua Lewis       | Lars Lomholt        | Marlene De Boer        | Alanis Siffert      | Jana Uderstadt               |
| 9. Sep. 2023  | Menno Koolhaas (SR) | Kieran Lindars     | Milan Brons         | Els Visser             | Marlene De Boer     | Katrine Græsbøll Christensen |
| 10. Sep. 2022 | Kieran Lindars      | Niek Heldoorn      | Andrew Starykowicz  | Katharina Wolff        | Lina-Kristin Schink | Jenny Älmqvist Nae           |
| 12. Sep. 2021 | Kristian Høgenhaug  | Jesper Svensson    | Reinaldo Colucci    | Sarissa De Vries (SR)  | Manon Genêt         | Michelle Vesterby            |
| 14. Sep. 2019 | Matt Trautman       | Kristian Høgenhaug | Tomáš Řenč          | Yvonne van Vlerken -3- | Lina-Kristin Schink | Sarissa De Vries             |
| 8. Sep. 2018  | Jaroslav Kovačič    | Cameron Wurf       | Kristian Hoegenhaug | Yvonne van Vlerken -2- | Els Visser          | Lina-Kristin Schink          |
| 9. Sep. 2017  | Joe Skipper         | Wiktor Sjemzew     | Jaroslav Kovačič    | Yvonne van Vlerken     | Sarissa De Vries    | Hanna Maksimava              |
| 10. Sep. 2016 | Jan Raphael         | Dirk Wijnalda      | Marek Jaskolka      | Camille Deligny        | Mirjam Weerd        | Simona Křivánková            |
| 12. Sep. 2015 | Markus Fachbach -2- | Mark Oude Bennink  | Erik-Simon Strijk   | Kathrin Walther        | Irene Kinnegim      | Camille Deligny              |
| 13. Sep. 2014 | Markus Fachbach     | Dirk Wijnalda      | Chris Fischer       | Heleen bij de Vaate    | Tineke van den Berg | Victoria Gill                |
| 14. Sep. 2013 | Bart Colpaert       | Georg Potrebitsch  | Erik-Simon Strijk   | Susan Blatt            | Irene Kinnegim      | Kathrin Walther              |

| ETU-Europameisterschaft Triathlon Langdistanz | ITU Weltmeisterschaft Triathlon Langdistanz |

→ Für die Sieger der Vorgängerveranstaltung siehe Almere-Triathlon.